# 小巢狀麴菌
小巢狀麴菌（學名：Aspergillus nidulans），又稱為構巢曲黴、構巢曲霉或鉤巢曲霉等名稱，有一異名構巢裸胞殼（Emericella nidulans），是屬於子囊菌門的一種絲狀真菌。它已經成為真核生物細胞生物學上一個重要研究生物對象超過50多年，它被研究的學術主題領域相當地廣，這些主題包括了遺傳重組、去氧核糖核酸修復、突變、細胞週期控制、致病原理（pathogenesis）與代謝等等。小巢狀麴菌在它所屬的曲霉属（Aspergillus）之中是少數可以經由在實驗室中菌株交互減數分裂來形成有性孢子的其中一種物種。小巢狀麴菌是一種雌雄同體（homothallic）真菌，這是指小巢狀麴菌可以自花授粉（self-fertilize），並且在沒有其他交配個體的情形下形成子實體（sporocarp，或稱孢子果，fruiting body）。

## 基因體
小巢狀麴菌的基因體，是由美國麻省理工學院和哈佛大學合設的布洛德研究所（Broad Institute）与孟山都合作定序完成，並於2005年12月發表。小巢狀麴菌基因體大小總共約有3000萬個鹼基對，並且被預測在總共8個染色體上總共大約包括了9,500個用來編碼蛋白質的基因。
最近的研究從小巢狀麴菌樣本中成功分離出類似半胱天冬酶（caspase）的蛋白酶，這樣的蛋白酶會在細胞凋亡時會發生作用。這些發現都在真核細胞中的線粒體演化完整性的測定上扮演了重要的角色，這個角色就像是古老的變形菌引起細胞死亡的能力。

## 外部連結
- （英文）小巢狀麴菌基因體
- （英文）真菌基因種源中心（Fungal Genetics Stock Center） （页面存档备份，存于）